# Orthopichonia barteri
Orthopichonia barteri är en oleanderväxtart som först beskrevs av Otto Stapf, och fick sitt nu gällande namn av H.Huber. Orthopichonia barteri ingår i släktet Orthopichonia och familjen oleanderväxter. Inga underarter finns listade i Catalogue of Life.